# Anton Kokalj

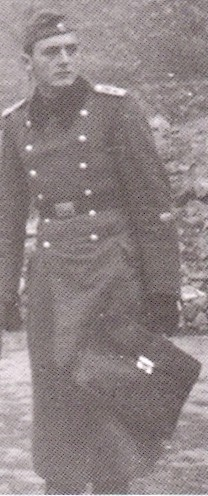
Anton Kokalj

Anton Kokalj, ps. „Tonči” (ur. 7 lipca 1892 w Lublanie, zm. 7 maja 1945 w rejonie Grgaru) – jugosłowiański wojskowy (pułkownik), szef sztabu, a następnie dowódca oddziału zbrojnego Słoweńskiego Narodowego Komitetu Bezpieczeństwa w Trieście podczas II wojny światowej.

## Życiorys
Krótko przed wybuchem I wojny światowej ukończył korpus kadetów. Brał udział w wojnie w szeregach armii austro-węgierskiej, dochodząc do stopnia majora. Następnie służył w armii jugosłowiańskiej w Zagrzebiu, Belgradzie, Niszu i ponownie w Belgradzie. 6 września 1935 r. został awansowany do stopnia pułkownika. Później pełnił m.in. funkcję adiutanta regenta księcia Pawła. Podczas ataku wojsk niemieckich na Jugosławię w kwietniu 1941 r. dowodził 66 pułkiem kawalerii. Po zakończeniu wojny został internowany przez Włochów. Na początku grudnia 1942 r. wyszedł na wolność. Na początku listopada 1943 r. zorganizował w Trieście we współpracy z Niemcami filię Słoweńskiego Narodowego Komitetu Bezpieczeństwa. Następnie pełnił funkcję szefa sztabu, a od lutego 1945 r. dowódcy miejscowego oddziału zbrojnego. Pod koniec wojny ewakuował się z pozostałymi kolaborantami słoweńskimi do austriackiej Karyntii, ale 7 maja 1945 r. zginął po drodze zastrzelony przez jugosłowiańskich partyzantów komunistycznych.